# Mang (dinastija Sja)
Mang (kineski 芒, Máng) bio je deveti kralj Kine iz drevne dinastije Sja. Znan je i kao Huang (荒).
Bio je sin i naslednik kralja Huaija, a imao je sina Sjea.
Prema Bambusovim analima, Mang je ulovio veliku ribu jednom prigodom.
U 33. godini njegove vladavine vazal Šanga Cihai učinio je grad Jin svojim glavnim gradom.
Manga je nasledio Sje.